# Waltteri Vesterinen
Waltteri Vesterinen, född den 22 juli 2002, är en finländsk innebandysspelare som spelar för finländska Oilers och finländska landslaget.
Waltteri Vesterinen har med det finländska landslaget tagit ett silver i World Games år 2025.